# 南沢貞美
南沢 貞美（みなみさわ さだみ、1923年10月2日 - 2003年9月25日）は、日本の倫理学者。

## 人物・来歴
長野県北佐久郡南大井村（現小諸市）出身。旧制上田中学（長野県上田高等学校）、旧制第二高等学校を経て、京都帝国大学文学部卒業。1950年京都工芸繊維大学講師、1967年同教授、のち名誉教授。佛教大学教授。2000年春、勲三等旭日中綬章受勲。

## 著書
- 『道徳教育論』（晃洋書房） 1973
- 『倫理的現実』（晃洋書房） 1973

### 共編著
- 『道徳教育の諸問題』（竹内義彰共編、福村出版） 1967
- 『人間教育の省察 自律への教育』（小森健吉, 室井修共著、法律文化社） 1971
- 『生と理性』（宮下春三, 鹿毛誠一, 安本行雄共著、晃洋書房） 1973
- 『倫理 その原像をさぐる』（西川武夫, 沖野政弘, 相馬隆治, 芝烝共著、法律文化社） 1973
- 『人間形成原理 身とこころの教育』（竹内明共編著、川島書店） 1985.7
- 『自律のための教育』（編、昭和堂） 1991.11
- 『21世紀を展望する教育』（編、晃洋書房） 1994.3